# Marisa (chi ốc nước ngọt)
Marisa là một chi ốc nước ngọt trong họ Ampullariidae.

## Các loài
Có 2 loài được ghi nhận trong chi Marisa:
- Marisa cornuarietis
- Marisa planogyra